# مرقد جعفر الكاظم (بيشوا)
مرقد جعفر الكاظم (بالفارسية: امامزاده جعفر بن موسی کاظم) هو مرقد شيعي تاريخي يعود إلى السلالة الصفوية، ويقع في مقاطعة بيشوا.